# Rejon dachadajewski
Rejon dachadajewski (ros. Дахадаевский район, darg. Дахадаевла район) – jednostka administracyjna wchodząca w skład Dagestanu w Rosji.
Centrum administracyjnym rejonu jest wieś (ros. село, trb. sieło) Urkarach.

## Geografia
Powierzchnia rejonu wynosi 760 km² i znajduje się on w południowej części Dagestanu. Graniczy z pięcioma innymi rejonami wchodzącymi w skład Dagestanu. W skład rejonu wchodzą także wsie Morskoje i Nowyj Urkarach, w całości otoczone przez rejon derbencki, a także wieś Szałasy otoczona przez rejon kajakientski.

## Demografia
W 2021 roku rejon zamieszkiwały 36 174 osoby.
Grupy etniczne i narodowości w 2021 roku:
- Dargijczycy –  35 802 (98,97%)
- Rosjanie – 30 (0,08%)
- inny – 342 (0,95%)